# Счастья вольная птица
Счастья вольная птица, или Жар-птица — фонтан в Тайницком саду Московского Кремля.
Расположен в 70 метрах к западу от Константино-Еленинской башни.
Фонтан установлен в 2008 году. Создан заслуженным работником культуры Московской области скульптором Олегом Витальевичем Ершовым. Является частью проекта по восстановлению четырёх фонтанов, действовавших в Тайницком саду в средние века, но впоследствии разрушенных.
Небольшой фонтан из красного гранита, диаметром около 3 метров, окружён кованой оградой в форме виньеток. В его центре расположен бронзовый павлин (согласно некоторым источникам, фазан) — Птица счастья.